# Ordem Moral
Ordem Moral és una pel·lícula històrica dramàtica portuguesa dirigida per Mário Barroso i estrenada el 2020.

## Argument
La història està inspirada en la vida de Maria Adelaide Coelho da Cunha. Una rica hereva, propietària del "Diário de Noticias" qui el 1918 va abandonar la casa matrimonial per viure amb el seu jove amant, 26 anys menor que ella. Va ser ingressada en un hospital psiquiàtric pel seu marit a causa de l'escàndol provocat per aquest fet.

## Repartiment
- Maria de Medeiros : Maria Adelaide Coelho da Cunha
- Marcello Urgeghe : Alfredo da Cunha
- João Pedro Mamede : Manuel Claro
- João Luís Arrais : José Eduardo
- Albano Jerónimo : Cicero
- Júlia Palha : Sophia de Azevedo
- Ana Padrão : Berta de Morais
- Vera Moura : Idalina
- Isabel Ruth : Avó